# Discografia di Ava Max
La discografia di Ava Max, cantante statunitense, comprende due album in studio, oltre trenta singoli, di cui sei in collaborazione con altri artisti e oltre venti video musicali.

## Album in studio
| Anno | Titolo | Classifiche | Classifiche | Classifiche | Classifiche | Classifiche | Classifiche | Classifiche | Classifiche | Classifiche | Classifiche | Classifiche | Classifiche | Certificazioni                                                                                  |
| Anno | Titolo | USA         | AUS         | CAN         | FRA         | GER         | IRE         | ITA         | NLD         | NOR         | SWE         | SWI         | UK          | Certificazioni                                                                                  |
| ---- | --- | ----------- | ----------- | ----------- | ----------- | ----------- | ----------- | ----------- | ----------- | ----------- | ----------- | ----------- | ----------- | ----------------------------------------------------------------------------------------------- |
| 2020 | Heaven & Hell - Pubblicato: 18 settembre 2020 - Etichetta: Atlantic - Formati: CD, LP, download digitale, streaming        | 27          | 7           | 16          | 14          | 7           | 17          | 28          | 6           | 2           | 7           | 5           | 2           | - USA: Platino - CAN: Platino - FRA: Platino - GER: Oro - ITA: Oro - NOR: Platino (7) - UK: Oro |
| 2023 | Diamonds & Dancefloors - Pubblicato: 27 gennaio 2023 - Etichetta: Atlantic - Formati: CD, LP, download digitale, streaming | 34          | 31          | 23          | 15          | 8           | 33          | 50          | 21          | 28          | 54          | 8           | 11          |                                                                                                 |
| 2025 | Don't Click Play - Pubblicato: 22 agosto 2025 - Etichetta: Atlantic - Formati: Download digitale, streaming                | TBA         | TBA         | TBA         | TBA         | TBA         | TBA         | TBA         | TBA         | TBA         | TBA         | TBA         | TBA         |                                                                                                 |

## Singoli

### Come artista principale
| Anno                                                                                           | Titolo                                            | Classifiche | Classifiche | Classifiche | Classifiche | Classifiche | Classifiche | Classifiche | Classifiche | Classifiche | Classifiche | Classifiche | Classifiche | Certificazioni | Album                  |
| Anno                                                                                           | Titolo                                            | USA         | AUS         | CAN         | FRA         | GER         | IRE         | ITA         | NLD         | NOR         | SWE         | SWI         | UK          | Certificazioni | Album                  |
| ---------------------------------------------------------------------------------------------- | ------------------------------------------------- | ----------- | ----------- | ----------- | ----------- | ----------- | ----------- | ----------- | ----------- | ----------- | ----------- | ----------- | ----------- | --- | ---------------------- |
| 2018                                                                                           | Sweet but Psycho                                  | 10          | 2           | 11          | 8           | 1           | 1           | 3           | 4           | 1           | 1           | 1           | 1           | - USA: Platino (4) - AUS: Platino (5) - CAN: Platino (7) - FRA: Diamante - GER: Diamante - ITA: Platino (3) - NLD: Platino (2) - NOR: Platino (9) - SWI: Platino (4) - UK: Platino (4) | Heaven & Hell          |
| 2019                                                                                           | So Am I                                           | —           | 14          | —           | 58          | 21          | 13          | —           | 23          | 2           | 16          | 16          | 13          | - USA: Platino - AUS: Platino (2) - CAN: Platino - FRA: Platino - GER: Oro - ITA: Oro - NOR: Platino (3) - SWI: Platino - UK: Platino                                                  | Heaven & Hell          |
| 2019                                                                                           | Torn                                              | —           | —           | —           | 106         | 59          | —           | 82          | —           | —           | —           | 28          | 87          | - FRA: Oro - ITA: Oro - SWI: Oro | Heaven & Hell          |
| 2019                                                                                           | Tabú (con Pablo Alborán)                          | —           | —           | —           | —           | —           | —           | —           | —           | —           | —           | —           | —           | | /                      |
| 2019                                                                                           | Salt                                              | —           | —           | —           | 38          | 10          | 98          | —           | 35          | 5           | 35          | 8           | —           | - USA: Oro - CAN: Platino - FRA: Platino - GER: Platino - NOR: Platino (4) - UK: Argento                                                                                               | Heaven & Hell          |
| 2019                                                                                           | Alone, Pt. II (con Alan Walker)                   | —           | —           | —           | 68          | 47          | —           | —           | 15          | 4           | 25          | 47          | —           | - FRA: Platino - GER: Oro - ITA: Oro - NOR: Platino (4) - SWE: Platino - UK: Argento                                                                                                   | /                      |
| 2020                                                                                           | Kings & Queens                                    | 13          | 31          | 15          | 32          | 16          | 25          | 38          | 9           | 7           | 21          | 5           | 19          | - USA: Platino (2) - CAN: Platino (4) - FRA: Diamante - GER: Oro (3) - ITA: Platino - NOR: Platino (3) - UK: Platino                                                                   | Heaven & Hell          |
| 2020                                                                                           | Who's Laughing Now                                | —           | —           | —           | 68          | 65          | —           | —           | 55          | 8           | 63          | 34          | 93          | - FRA: Platino - NOR: Platino | Heaven & Hell          |
| 2020                                                                                           | Christmas Without You                             | —           | —           | —           | —           | 28          | 42          | —           | 69          | —           | —           | 32          | 43          | | /                      |
| 2020                                                                                           | My Head & My Heart                                | 45          | 21          | 21          | 72          | 22          | 17          | 54          | 31          | —           | 90          | 19          | 18          | - USA: Platino - AUS: Platino - CAN: Platino (2) - FRA: Platino - GER: Oro - ITA: Platino - NOR: Oro - UK: Platino                                                                     | Heaven & Hell          |
| 2021                                                                                           | Everytime I Cry                                   | —           | —           | —           | 105         | 58          | —           | —           | 92          | 39          | 55          | 97          | 99          | - FRA: Oro | /                      |
| 2021                                                                                           | The Motto (con Tiësto)                            | 42          | 22          | 6           | 60          | 10          | 6           | 76          | 5           | 11          | 21          | 5           | 12          | - USA: Platino - AUS: Oro - CAN: Platino (7) - FRA: Platino - GER: Platino - ITA: Platino - NOR: Platino - UK: Platino                                                                 | Drive                  |
| 2022                                                                                           | Maybe You're the Problem                          | —           | —           | —           | —           | 65          | —           | —           | 71          | 34          | 55          | —           | 83          | | Diamonds & Dancefloors |
| 2022                                                                                           | Million Dollar Baby                               | —           | —           | —           | 139         | —           | —           | —           | —           | —           | 67          | —           | —           | - FRA: Oro | Diamonds & Dancefloors |
| 2022                                                                                           | Weapons                                           | —           | —           | —           | —           | —           | —           | —           | —           | —           | 54          | 95          | —           | | Diamonds & Dancefloors |
| 2022                                                                                           | Dancing's Done                                    | —           | —           | —           | —           | —           | —           | —           | —           | —           | —           | —           | —           | | Diamonds & Dancefloors |
| 2023                                                                                           | One of Us                                         | —           | —           | —           | —           | —           | —           | —           | —           | —           | —           | —           | —           | | Diamonds & Dancefloors |
| 2023                                                                                           | Ghost                                             | —           | —           | —           | —           | —           | —           | —           | —           | —           | —           | —           | —           | | Diamonds & Dancefloors |
| 2023                                                                                           | Car Keys (Ayla) (con Alok)                        | —           | —           | —           | —           | —           | —           | —           | 37          | —           | 76          | —           | —           | | /                      |
| 2023                                                                                           | Choose Your Fighter                               | —           | —           | —           | —           | —           | 91          | —           | —           | —           | —           | —           | 90          | | Barbie: The Album      |
| 2024                                                                                           | Whatever (con Kygo)                               | 101         | —           | 54          | 27          | 15          | 14          | —           | 19          | 1           | 9           | 15          | 15          | - USA: Oro - CAN: Platino - FRA: Platino - GER: Oro - ITA: Oro - SWE: Platino - SWI: Platino - UK: Oro                                                                                 | /                      |
| 2024                                                                                           | My Oh My                                          | —           | —           | —           | —           | —           | —           | —           | —           | 38          | 73          | —           | —           | | /                      |
| 2024                                                                                           | Spot a Fake                                       | —           | —           | —           | —           | —           | —           | —           | —           | —           | —           | —           | —           | | /                      |
| 2024                                                                                           | Forever Young (con David Guetta e gli Alphaville) | 90          | —           | 64          | 37          | 10          | —           | —           | 29          | —           | 70          | 34          | —           | - FRA: Platino - SWI: Oro | /                      |
| 2024                                                                                           | 1 Wish                                            | —           | —           | —           | —           | —           | —           | —           | —           | —           | —           | —           | —           | | /                      |
| 2025                                                                                           | Lost Your Faith                                   | —           | —           | —           | —           | —           | —           | —           | —           | —           | —           | —           | —           | | Don't Click Play       |
| 2025                                                                                           | Lovin Myself                                      | —           | —           | —           | —           | —           | —           | —           | —           | —           | —           | —           | —           | | Don't Click Play       |
| 2025                                                                                           | Wet, Hot American Dream                           | —           | —           | —           | —           | —           | —           | —           | —           | —           | —           | —           | —           | | Don't Click Play       |
| 2025                                                                                           | Tear Me Down (con Joyner Lucas)                   | —           | —           | —           | —           | —           | —           | —           | —           | —           | —           | —           | —           | | /                      |
| "—" indica che quel singolo non si è classificato o non è stato pubblicato in quel territorio. |                                                   |             |             |             |             |             |             |             |             |             |             |             |             | |                        |

### Come artista ospite
| Anno | Titolo                                                      | Certificazioni                | Album              |
| ---- | ----------------------------------------------------------- | ----------------------------- | ------------------ |
| 2017 | Clap Your Hands (Le Youth feat. Ava Max)                    |                               | /                  |
| 2018 | Into Your Arms (Witt Lowry feat. Ava Max)                   | - USA: Platino (2) - NOR: Oro | /                  |
| 2018 | Make Up (Vice and Jason Derulo feat. Ava Max)               |                               | /                  |
| 2019 | Slow Dance (AJ Mitchell feat. Ava Max)                      | - USA: Oro                    | Slow Dance Skyview |
| 2021 | Sad Boy (Jonas Blue e R3hab feat. Ava Max e Kylie Cantrall) |                               | /                  |

### Singoli promozionali
| Anno                                                                                           | Titolo               | Classifiche | Classifiche | Classifiche | Certificazioni | Album                  |
| Anno                                                                                           | Titolo               | NOR         | SWE         | SWI         | Certificazioni | Album                  |
| ---------------------------------------------------------------------------------------------- | -------------------- | ----------- | ----------- | ----------- | -------------- | ---------------------- |
| 2018                                                                                           | My Way               | —           | —           | —           |                | /                      |
| 2018                                                                                           | Not Your Barbie Girl | —           | —           | —           |                | /                      |
| 2019                                                                                           | Blood, Sweat & Tears | —           | —           | —           |                | /                      |
| 2019                                                                                           | Freaking Me Out      | —           | —           | —           |                | /                      |
| 2019                                                                                           | On Somebody          | —           | —           | —           |                | /                      |
| 2020                                                                                           | OMG What's Happening | 32          | 72          | 65          | - NOR: Oro     | Heaven & Hell          |
| 2023                                                                                           | Cold as Ice          | —           | —           | —           |                | Diamonds & Dancefloors |
| "—" indica che quel singolo non si è classificato o non è stato pubblicato in quel territorio. |                      |             |             |             |                |                        |

## Video musicali
| Anno | Titolo                                                | Regista                        |
| ---- | ----------------------------------------------------- | ------------------------------ |
| 2017 | Clap Your Hands (con Le Youth)                        | Rafatoon                       |
| 2018 | My Way                                                | Jake Wilson                    |
| 2018 | Into Your Arms (con Witt Lowry)                       | Bobby Hanaford                 |
| 2018 | Sweet but Psycho                                      | Shomi Patwary                  |
| 2018 | Make Up (Vice & Jason Derulo)                         | Isaac Rentz                    |
| 2019 | So Am I                                               | Isaac Rentz                    |
| 2019 | Torn                                                  | Joseph Kahn                    |
| 2019 | Slow Dance (con AJ Mitchell)                          | Miles & AJ                     |
| 2019 | Freaking Me Out                                       | Edgar Daniel                   |
| 2019 | Tabú (con Pablo Alborán)                              | Santiago Salviche              |
| 2019 | Alone, Pt. II (con Alan Walker)                       | Kristian Berg                  |
| 2020 | Kings & Queens                                        | Isaac Rentz                    |
| 2020 | On Me (con Thomas Rhett & Kane Brown)                 | Kyle Cogan                     |
| 2020 | Who's Laughing Now                                    | Isaac Rentz                    |
| 2020 | Naked                                                 | Hannah Lux Davis               |
| 2020 | OMG What's Happening                                  | Hannah Lux Davis               |
| 2020 | Stop Crying Your Heart Out (con BBC Radio 2 Allstars) | Phill Deacon                   |
| 2021 | My Head & My Heart                                    | Charm La'Donna & Emil Nava     |
| 2021 | Everytime I Cry                                       | Ava Max & Charlotte Rutherford |
| 2021 | The Motto (con Tiësto)                                | Christian Breslauer            |
| 2022 | Maybe You're the Problem                              | Joseph Kahn                    |
| 2022 | Million Dollar Baby                                   | Andrew Donoho                  |
| 2022 | Christmas Without You                                 | Ava Max                        |
| 2024 | Whatever (con Kygo)                                   | Dano Cerny                     |
| 2024 | My Oh My                                              | Hunter Moreno                  |
| 2025 | Forever Young (con David Guetta e gli Alphaville)     | Gemma Yin                      |
| 2025 | Lost Your Faith                                       | Claire Arnold                  |
| 2025 | Lovin Myself                                          | Claire Arnold                  |
| 2025 | Wet, Hot American Dream                               | —                              |